# Uzda rajon
Uzda rajon är ett distrikt i Belarus. Huvudort är Uzda. Det ligger i voblasten Minsks voblast, i den centrala delen av landet, 60 km söder om huvudstaden Minsk.